# رومئو، ژولیت و تاریکی
رومئو، ژولیت و تاریکی (چکی: Romeo, Julie a tma) یک فیلم به کارگردانی یژی وایش است که در سال ۱۹۶۰ منتشر شد.